# Col du Valsberg
Le col du Valsberg (653 m) est un col du massif des Vosges représentant la frontière naturelle entre le département de la Moselle et celui du Bas-Rhin.

## Géographie
Le col du Valsberg relie la vallée de la Zorn (située en Moselle) à la vallée de la Mossig (située dans le Bas-Rhin).
Au col se trouve un relais hertzien.

## Cyclisme

### Profil
La route départementale 143 menant au col du Valsberg par le versant est traverse les villages de Romanswiller et d'Obersteigen (Bas-Rhin). L'ascension est longue de 10,7 km avec un pourcentage moyen de 4,5 %. Tracée dans l'effondrement de la plaine d'Alsace, la route est sinueuse et de pente très irrégulière.
La route départementale 45 menant au col du Valsberg par le versant ouest débute au lieu-dit de la Neustadtmühle et traverse les villages de Schaeferhof, Dabo et La Hoube. L'ascension est longue de 13,9 km avec un pourcentage moyen de 3,3 %. La route est large et de pente plutôt régulière.

### Tour de France
Le 6 juillet 1985, lors de la 8e étape du Tour de France 1985, les coureurs du Tour de France empruntent le col du Valsberg par son versant ouest dans le cadre d'un contre-la-montre de 75 km tracé entre Sarrebourg (Moselle) et Strasbourg (Bas-Rhin). Bernard Hinault remporte l'étape et prend le maillot jaune qu'il conservera jusqu'à Paris.
Le 3 juillet 2006, lors de la 2e étape du Tour de France 2006, les coureurs du Tour de France empruntent la dernière partie du versant est du col du Valsberg lors de l'étape joignant Obernai (Bas-Rhin) à Esch-sur-Alzette au Luxembourg. C'est l’Espagnol Aitor Hernández (Euskaltel-Euskadi) qui passe le premier au sommet de cette difficulté classée en 3e catégorie.